# Jigal Amir

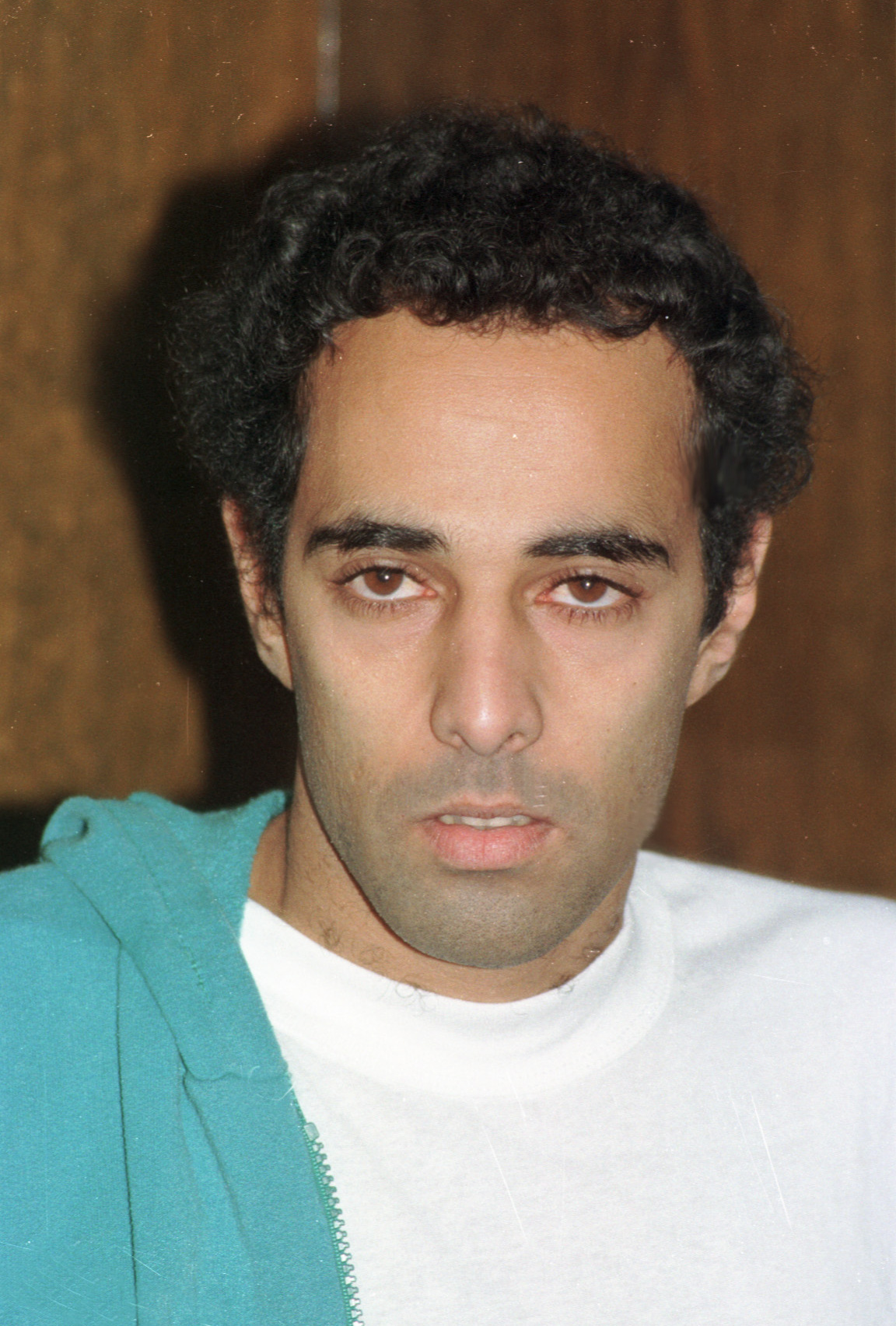
Jigal Amir (1995)

Jigal Amir (* 23. Mai 1970 in Herzlia, Israel; hebräisch יגאל עמיר) ist ein israelischer, rechtsextremistischer Attentäter, der am 4. November 1995 in Tel Aviv den israelischen Premierminister Jitzchak Rabin wegen dessen Friedenspolitik ermordete. Das nationalreligiöse Mitglied der israelischen Siedlerbewegung, damals Student der religiösen Bar-Ilan-Universität, verbüßt seither eine lebenslange Freiheitsstrafe.

## Leben
Amir wurde als Sohn einer jemenitischen orthodoxen jüdischen Familie in Herzlia geboren. Er besuchte eine charedische („ultraorthodoxe“) Schule und Jeschiwa und diente bei der Golani-Brigade während seines Dienstes bei den israelischen Streitkräften. Als Jura- und Informatikstudent an der religiösen Bar-Ilan-Universität war er an der Organisation von Demonstrationen gegen das Oslo-Abkommen beteiligt.
Er betrachtete das Abkommen als Verrat am jüdischen Volk und eine Bedrohung für die Existenz des jüdischen Staates Israel. Daher entschied er sich, Rabin zu töten. Sein Bruder Hagai und sein Freund Dror Adani waren Komplizen bei diesem Vorhaben. Amir hatte 1995 zwei Mal geplant, Rabin zu ermorden, aber die Versuche kurz vor ihrer Durchführung abgebrochen.
Jigal Amir soll in seiner Einstellung zu Premierminister Rabin u. a. durch die Beratung mit Rabbi Schlomo Aviner, seinem letzten rabbinischen Gesprächspartner, beeinflusst worden sein.

„Aviner hatte ihm die Frage, ob auf Rabin das Todesurteil des Verräters (Din Rodef u-Moser) anzuwenden sei, klipp und klar mit ‚Ja!‘ beantwortet. Aviners einzige Einschränkung, unter Berücksichtigung seiner ‚bedeutenden Position als geistiger Vordenker der national-religiösen Erweckung‘, als Oberrabbiner von Beth-El und Leiter der Jeschiwah zur Atheret Kohanim, war: ‚… aber ich kann dieses Urteil nicht vollstrecken‘.“

### Der Anschlag und die Folgen
Am 4. November 1995, nach einer Demonstration zur Unterstützung des Friedensprozesses auf dem „Platz der Könige Israels“ (Kikar Malchei Jisra’el כיכר מלכי ישראל, heute Kikar Rabin כיכר רבין, „Rabin-Platz“), wartete Amir auf Rabin auf einem angrenzenden Parkplatz, wo er ihn mit zwei Schüssen aus seiner Pistole ermordete. Mit einem weiteren Schuss verletzte Amir einen Leibwächter Rabins. Für den Anschlag benutzte er eine halbautomatische Pistole, Typ Beretta 84F, Kaliber .380 ACP. Die drei abgefeuerten Kugeln waren von Jigals Bruder mit einer Stahlummantelung versehen worden, um möglichst großen Schaden anzurichten. Amir wurde noch am Schauplatz des Verbrechens verhaftet. Am 27. März 1996 verurteilte ihn das Bezirksgericht Tel Aviv-Jaffa zu einer lebenslangen Freiheitsstrafe wegen des Mordes sowie zu sechs weiteren Jahren Haft wegen des Schusses auf den Wachmann. In einem späteren Verfahren wurde er zudem wegen Bildung einer Verschwörung zur Ausführung des Mordes mit seinem Bruder und Adani zunächst zu fünf Jahren Haft verurteilt, und nach einer staatlichen Berufung zu acht Jahren. Alle Strafen wurden zusammengezählt.
24 Stunden nach dem ersten Gerichtsurteil veröffentlichte die Schamgar-Kommission, benannt nach ihrem Leiter Meir Schamgar, dem früheren Präsidenten des Obersten Gerichtshofs, ihren 250-seitigen Untersuchungsbericht über den Mord an Rabin. Davon durften 117 Seiten nicht veröffentlicht werden.
Im November 1997 veröffentlichte die israelische Regierung in einem sechsseitigen Papier ergänzende Informationen aus dem geheimen Teil des Berichtes der Untersuchungskommission. Der vollständige Text des Berichts wurde bis dato nicht publiziert, obwohl Meir Shamgar selbst bereits zwei Jahre nach dem Mord an Premierminister Rabin gesagt hatte, dass es der Regierung jetzt erlaubt sei, die vertraulichen Teile des Berichts seiner Kommission zu veröffentlichen.
Amir war in Isolationshaft im Be’er-Scheva-Gefängnis und wurde 2003 in das Ajalon-Gefängnis verlegt – ebenfalls in Isolationshaft. Seine Berufungen gegen beide Strafen wurden abgelehnt. Amir hat niemals Bedauern für seine Tat geäußert.
Die meisten Anhänger des rechten Flügels verurteilten das Attentat trotz der erheblichen Unterschiede in den politischen Ansichten und dem verbreiteten Widerwillen gegen Rabins Politik, die nach Ansicht der Rechten dem anti-israelischen Terror Vorschub leistete. Eine 2006 veröffentlichte Umfrage hatte zum Ergebnis, dass rund 30 Prozent der Israelis eine Begnadigung Amirs befürworten würden.

### Verlobung und Heirat in Haft
2004 wurde im Bezirksgericht Tel Aviv die Entscheidung über eine Anfrage von Jigal Amir beraten, im Gefängnis zu heiraten. Er hatte sich mit Larissa Trembowler verlobt. Er hatte die Einwanderin, Doktorin der Philosophie und geschiedene Mutter von vier Kindern vermutlich bei einer früheren Reise nach Russland kennengelernt. Im Januar 2004 kündigte die Leitung der israelischen Gefängnisse an, dass Amir trotz eines Gesetzes, das allen Gefängnisinsassen erlaubt, zu heiraten und Kinder zu zeugen, keine Erlaubnis zur Heirat erhalten werde.
Im Februar 2006 erkannte die israelische Generalstaatsanwaltschaft jedoch die am Telefon geschlossene Ehe der beiden an. Im März 2006 billigten Gefängnisbehörde und Staatsanwaltschaft einen Antrag des Ehepaars eine künstliche Befruchtung mit Amirs Samen außerhalb der Haftanstalt, verwehrten beiden aber weiter Geschlechtsverkehr. Die Beschneidung des gemeinsamen Sohnes fand am 4. November 2007 statt, dem Jahrestag des Attentates.

### Telefoninterviews im Gefängnis
Nachrichtenagenturmeldungen zufolge haben geheime Telefoninterviews mit dem inhaftierten Mörder von Jizchak Rabin Vertreter des gesamten politischen Spektrums in Israel am 31. Oktober 2008 zu Kritik veranlasst. Zwei private Fernsehsender hatten, ohne zuvor das Gefängnis zu informieren, mit dem Mörder telefoniert. Verteidigungsminister Ehud Barak kommentierte dies mit den Worten: „Amir solle ‚unter keinen Umständen‘ an der öffentlichen Diskussion teilnehmen, sondern für den Rest seines Lebens im Gefängnis versauern.“ Der Chef der Nationalreligiösen Partei, Sevulun Orlev, warf den Sendern vor, die Ächtung Amirs dem „goldenen Kalb der Einschaltquoten“ zu opfern. Das vollständige Interview wurde von einem der Sender zu Schabbatbeginn am Freitagabend ausgestrahlt.

## Dokumentarfilm
- Maria Krawtschenko, Herz Frank: Beyond the Fear. Lettland, Russland 2014[7][8]